# ホオジロカンムリヅル

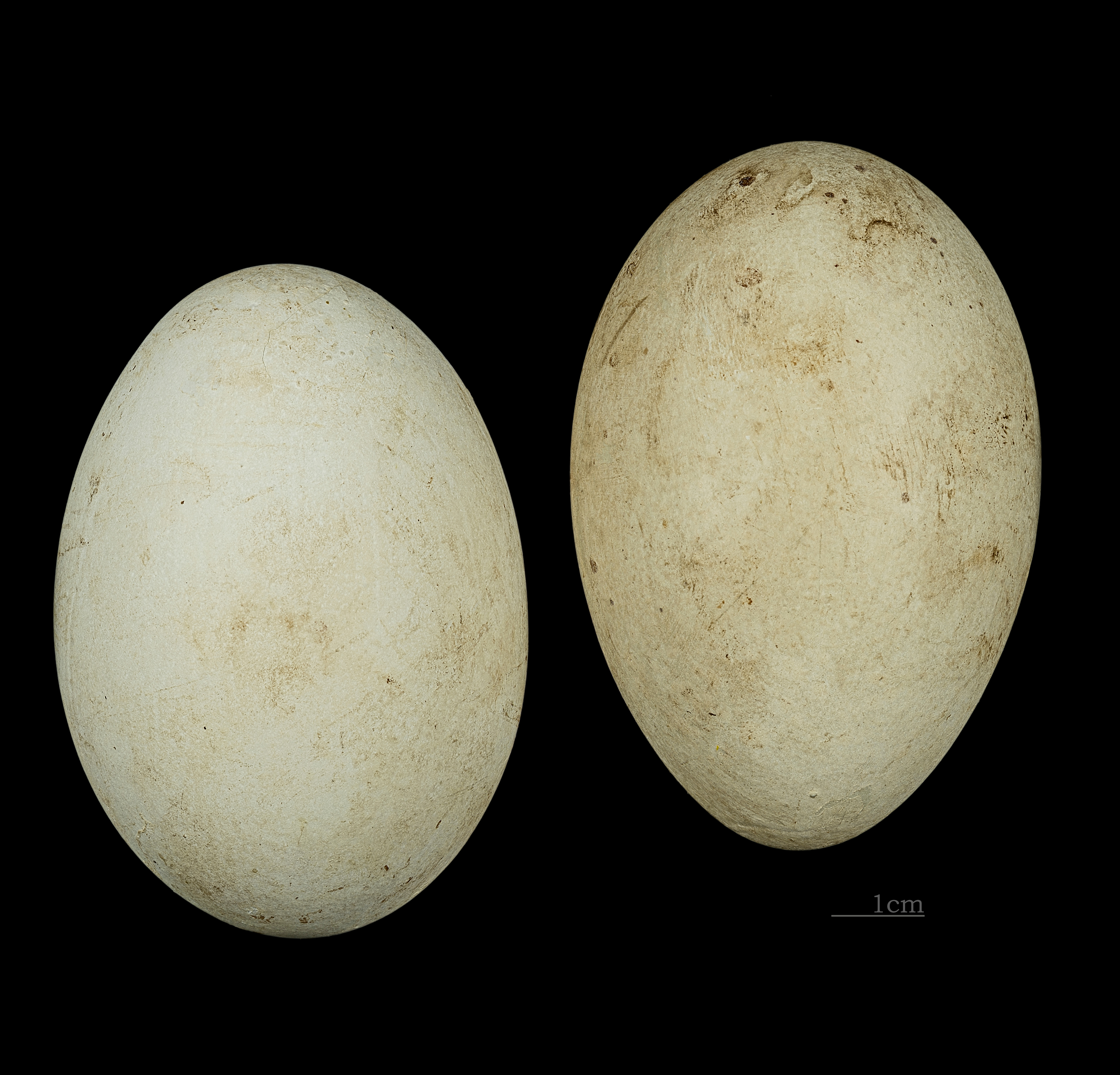
Balearica regulorum gibbericeps

ホオジロカンムリヅル（頬白冠鶴、Balearica regulorum）は、鳥綱ツル目ツル科カンムリヅル属に分類される鳥。ウガンダ共和国の国鳥であることから、ウガンダの国旗に使用されている。

## 分布
アフリカ大陸南部

## 形態
全長100cm。額の部分にビロード状の密生した羽毛、頭頂に麦わらを束ねたような冠羽（和名に含まれる「カンムリ」、英名に含まれる「crowned」の由来）を持つ。頚部の羽毛は明るい灰色で、英名に含まれる「grey」の由来になっている。
和名の通り、頬の部分は白い。しかし繁殖期になるとこの白い部分も赤く染まる。
カンムルヅル属の別種カンムリヅルとは、あまり形態に差が無いことから亜種とする説もある。

## Sibley-Ahlquist鳥類分類
本属は従来の分類とSibley-Ahlquist鳥類分類において分類上の位置に変化はない。

## 生態
池沼、湿地等に生息する。昼行性で、夜間は樹上で休む。草を積み上げた塚状の巣を作る。
食性は雑食で、昆虫類、節足動物、小型哺乳類、果実、種子等を食べる。地面を叩き驚いて飛び出した獲物を捕食する。